# Ryan Amon
Ryan Amon (né à Elkhorn dans le comté de Walworth, au Wisconsin) est un compositeur américain de musique de film.

## Filmographie

### Cinéma
Longs métrages
- 2013 : Elysium de Neill Blomkamp

Courts métrages
- 2017 : El último aliento d'Octavio Maya

## Ludographie
- 2023 : Diablo 4
- 2014 : Assassin's Creed Unity
- 2015 : Bloodborne

## Musique additionnelle
- 2007 : Watching the Detectives de Paul Soter
- 2015 : Hacker de Michael Mann